# Бенджамін Лі Сміт
Бенджамін Лі Сміт (англ. Benjamin Leigh Smith; 12 березня 1828 — 4 січня 1913) — англійський дослідник Арктики та яхтсмен. Онук британського політика-аболіціоніста від вігів Вільяма Сміта.

## Раннє життя
Народився у Вотлінгтоні, графство Сассекс. Був позашлюбною дитиною Енн Лонгден, майстрині з виробництва капелюшків з Альфретона, і політика вігів Бенджаміна Сміта (1783—1860), єдиного сина Вільяма Сміта, радикального аболіціоніста.
Під час візиту до своєї сестри в Дербіширі в 1826 році Бенджамін-старший зустрів Енн Лонгден. Вона завагітніла від нього, і він взяв її до орендований будиночка у Вотлінгтона, невеличкого селищі поблизу Бетла, Східний Сассекс. Там вона жила як «місіс Лі», під прізвищем його родичів на сусідньому острові Вайт. Народження їхньої першої дитини, Барбари Лі Сміт, породило скандал, оскільки пара не одружилася, а протягом восьми тижнів Енн знову була вагітна. Коли у них народився син Бенджамін, вони всі четверо поїхали до Америки на два роки, і за цей час було зачато ще одну дитину. Після повернення в Сассекс вони відкрито жили разом у Брауна і мали ще двох дітей. Згодом Енн захворіла на туберкульоз і померла в Райді на острові Уайт в 1834 році. Бену було лише п'ять років.
Бенджамін Лі Сміт навчався в Джизус-коледжі у Кембриджі, і закінчив його в 1857 р. зі ступенем магістра. Тепер він мав право працювати адвокатом, проте ніколи не займався цією професією. В основному займався природничими науками.

## Дослідження
У період з 1871 по 1882 рік Лі Сміт здійснив п'ять великих наукових експедицій на Шпіцберген та Землю Франца-Йосифа. Він привіз зразки для Британського музею та Королівських ботанічних садів, а також живих білих ведмедів для Лондонського зоопарку.
У 1871 р. оснастив географічну та океанографічну експедицію посиленим поти льоду двощогловим вітрильником «Самсон» до північного узбережжя Шпіцбергену. За допомогою норвезького льодового навігатора Андреаса Ульве (1833—1896) йому вдалося орієнтуватися по всьому північному узбережжю архіпелагу Шпіцберген аж до мису Лі Сміт на сході Північно-Східної Землі, який сьогодні названий його іменем. Він наніс на карту кілька невеликих островів і зробив серію вимірювань температури морської води на різних глибинах.
13 травня 1872 року він вирушив у свою другу подорож до Арктики. Він оглянув кілька вулканічних кратерів на Ян-Майєні, перш ніж повернутися на північ від Шпіцбергену. Льодові умови були гіршими, ніж роком раніше, і «Самсон» був пошкоджений у Вейде-фйорді, так що Лі Сміт був змушений повернутися до Англії достроково. Таким чином він уникнув долі 57 норвезьких мисливців на морських котиків, які восени опинились у льоду зі своїми шістьма кораблями біля виходу з Вейде-фйорда. 17 з них загинули під час спроби зимувати у Свенсхусеті на мисі Тордсен.
У 1873 році він зафрахтував пароплав «Діана» на додаток до «Самсона». Він хотів обійти Шпіцберген з обома кораблями і дістатися до ще мало дослідженої Землі Короля Карла, але йому довелося повернути назад до мису Платен на півночі Північно-Східної Землі. Забезпечивши фінсько-шведського полярного дослідника Адольфа Еріка Норденшельда, який зимував на Моссельбукті, свіжими продуктами, він врятував життя кільком учасникам шведської експедиції, які страждали від цинги.

### «Ейра»
До четвертої експедиції ентузіазм Лі Сміта щодо досліджень Арктики просунувся до такої міри, що у нього був власний корабель — «Ейра», спеціально для цього побудований.

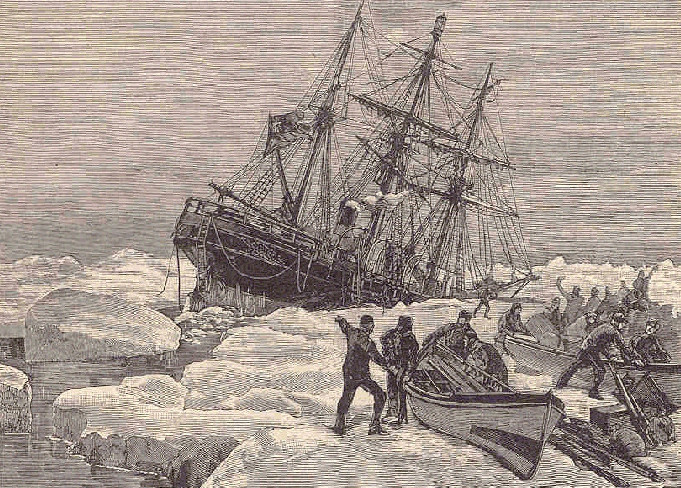
Загибель Ейри в 1881 році

«Ейра» (англ. Eira) будувалася на шотландському суднобудівному заводі Stephen & Forbes у Пітергеді як трищогловий, обладнаний паровою тягою гвинтовий баркентин з 1879 по 1880 рік. Джон і Девід Грей стали піонерами кораблів з паровою машиною, а Ейра була спроектована на зразок китобійного судна «Надія» (англ. Hope; Гоуп) і «Віндворд» (англ. Windward; Навітряний). Маючи довжину 38 метрів (125 футів) і водотоннаж 360 тонн «Ейра» була на сім футів довшою і на сорок тонн важчою, ніж «Навітряний» — побудований у 1866 р. і обладнаний паровим двигуном на 30 к.с., — але загалом близька копія. Корпус корабля був товщиною три фути, а товщина носа — вісім футів. Після запуску «Ейру» відбуксирували до Абердина де 50 був встановлений паровий дна 50 вигун к.с.

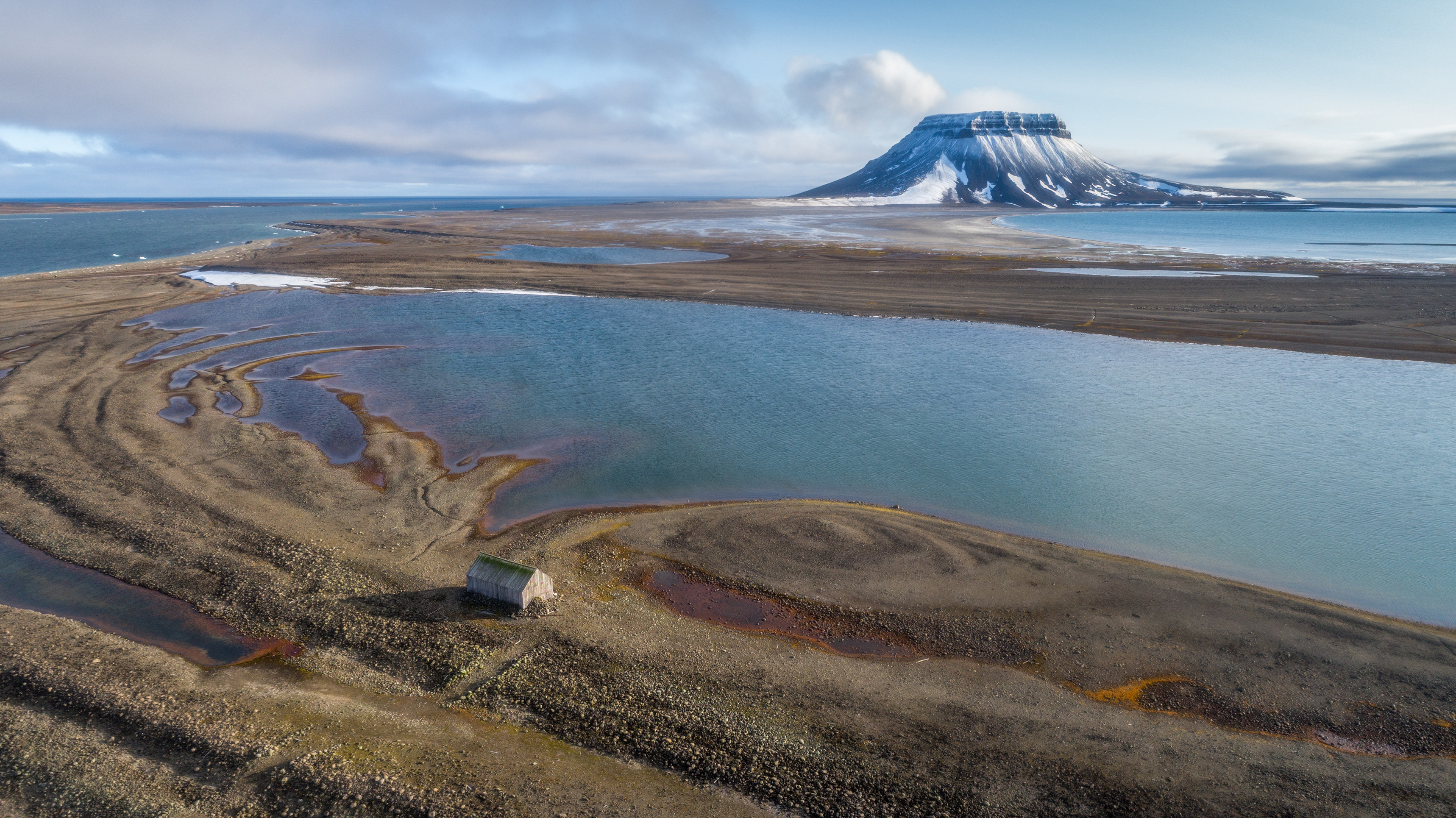
Бухта Ейра на острові Белл

19 червня 1880 року корабель покинув Абердин разом з капітаном Уільямом Лофлі, капітаном «Галла» (англ. Hull), двома товаришами, двома інженерами та 17 чоловіками. 20 червня чотири шетландці були підібрані в Лервіку для подорожі та дослідження Шпіцбергену. 11 липня, «Надія» Джона Грея і «Затемнення» (англ. Eclipse) Девіда Грея зустрілися з «Ейрою» та Лі Смітом. Фотограф Вільям Джон Александр Грант зробив фотографію на борту «Ейри», на якій був Артур Конан Дойл, а також Лі Сміт, брати Грей та корабельний хірург Вільям Ніл.
Льодові умови цього разу не дозволили проникнути на північне узбережжя. 14 серпня Ейра дійшла до Землі Франца-Йосифа. Вперше після австро-угорської експедиції на Північний полюс інша експедиція ступила на острів Землі Франца-Йосифа. Це було те дослідження Землі Франца-Йосифа, у якому 18 серпня було названо мис Флора, острів Белл, протоку Найтінгейл, острів Граттон («Дядько Джо») та острів Мейбел. Коли корабель покинув архіпелаг, було зафіксовано 176 км раніше невідомого узбережжя островів Мак-Клінтока, Брюса та Нортбрук. За це Королівське географічне товариство нагородило його Золотою медаллю покровителя 1881 року «за важливі відкриття вздовж узбережжя Землі Франца-Йосифа». Лі Сміт відкрив і назвав також острови Брохьоя, Фойньоя та 31 іншу точку на північному сході Шпіцбергену.
Наступного року корабель вирушив у друге плавання Землі Франца-Йосифа, залишивши Пітергед 14 червня 1881 року. Ця експедиція виявилася менш успішною. 21 серпня Ейра була затиснута між густим полем дрейфуючих льодів та прибережним льодом біля мису Флора на острові Нортбрук і була настільки сильно пошкоджена, що затонула. Однак екіпаж зміг відновити частину вантажу, включаючи чотири човни, та врятуватись на острові Нортбрук, виживаючи там впродовж 10 місяців. Вони побудувала імпровізований будинок і додали до дефіцитного продовольства м'ясо полюваних білих ведмедів та моржів. У липні 1882 року вони гребли на шлюпках 800 км до Нової Землі, де зустріли Віллема Баренца. Лі Сміт повернувся до Англії, не втративши жодної людини.
У серпні 2017 року корабель був знайдений екіпажем дослідницького судна Alter Ego під час експедиції «Відкритий океан: Арктичні архіпелаги 2017» із використанням гідроакустичного апарата на глибині близько 20 метрів біля острова Нортбрук .

## Репутація та спадщина
Лі Сміт не публікував подробиць своєї наукової роботи. Він також не писав звітів про подорожі та мемуарів. У зв'язку з цим після смерті у 1913 році, незважаючи на його досвід в Арктиці, роботі Лі Сміта приділяється мало уваги хоча він отримав медаль покровителя Королівського географічного товариства в 1881 році
Острів Лі-Сміта, що лежить на схід від острова Гукера (Земля Франца-Йосифа), названий на честь Лі Сміта, як і льодовик Лібрін і Капп(мис) Лі Сміт на Північно-Східній Землі, Шпіцберген,